# Огањ (ТВ филм)
„Огањ” је југословенски ТВ филм из 1964. године. Режирао га је Даниел Марушић а сценарио је написао А. Вилнер.

## Улоге
| Глумац             | Улога |
| ------------------ | ----- |
| Драгутин Бернардић |       |
| Миљенко Грозданић  |       |
| Маријан Ловрић     |       |
| Звонимир Прелчек   |       |